# Kanonjärkåren
Kanonjärkåren var ett förband inom den svenska flottan som existerade 1832-1873
Kanonjärkåren bildades 1832 som en kår inom flottan. Kåren var förlagd till Stockholm och bestod av två kompanier, vardera med 50 kanonjärer och 25 underkanonjärer.
Manskapet inom denna kår var likställt med flottans matroser. Då flottan 1866 delades i två kårer, kom kanonjärkompanierna att tillhöra skärgårdsartilleriet och då detta vapen 1873 återigen förenades med flottan, förändrades kanonjärkompanierna till matroskompanier.